# L. Stroetmann
Die L. Stroetmann Unternehmensgruppe ist ein mittelständisches Familienunternehmen mit Sitz in Münster. Ihre Geschäftsaktivitäten umfassen die Bereiche Lebensmittel, Agrar, Tiernahrung und Immobilien.
Deutschlandweit ist das Unternehmen an 18 Standorten vertreten und beschäftigt mehr als 1.800 Mitarbeiter. Bis heute ist die Unternehmensgruppe in Familienbesitz. Das Unternehmen führt seinen Ursprung bis auf das Jahr 1791 zurück. Geschäftsführer sind in sechster Generation die Brüder Lutz und Max Stroetmann, Philipp Eustermann, Marc Groenewoud sowie David Schüppler.

## Geschäftsfelder

### Lebensmittel
Im Bereich Lebensmittel sind die Einzelgesellschaften L. Stroetmann Lebensmittel SE & Co. KG, L. Stroetmann Großmärkte GmbH & Co. KG sowie L. Stroetmann Großverbraucher GmbH & Co. KG aktiv.
Die Firma L. Stroetmann Lebensmittel ist regionaler Großhandelspartner der Edeka. Als solcher beliefert das Unternehmen rund 80 Edeka-Märkte in Westfalen und Niedersachsen sowie sieben eigene E center in Münster (Friedrich-Ebert-Straße und Hansaviertel), Münster-Hiltrup, Coesfeld, Schüttorf, Borghorst und Emsdetten. Neben dem Lager am Hauptsitz in Münster nutzt das Handelsunternehmen gemeinsam mit der Edeka Rhein-Ruhr das Edeka-Zentrallager in Hamm. Im September 2023 eröffnete die Firma ein 12.500 m² großes, konventionelles Frischdienst-Lager in Senden-Bösensell.
Unter dem Namen L. Stroetmann Großmärkte werden zwei Abholgroßmärkte in Münster und Gronau betrieben. Auf einer Verkaufsfläche von 12.000 m² in Münster und 6.000 m² in Gronau stehen den Kunden aus Gastronomie und Gewerbe rund 50.000 Food- und Non-Food-Artikeln zur Verfügung. Ein besonderer Schwerpunkt liegt dabei auf den Frischeprodukten.
Die L. Stroetmann Großverbraucher ist ein Zustellgroßhandel mit Sitz in Werne. Von ihrem 15.000 m² großen Zentrallager aus beliefert die Firma Gastronomie und Küchen in Nordrhein-Westfalen sowie angrenzenden Regionen in Rheinland-Pfalz, Hessen und Niedersachsen mit über 10.000 Produkten aus dem Food- und Non-Food-Bereich.

### Agrar

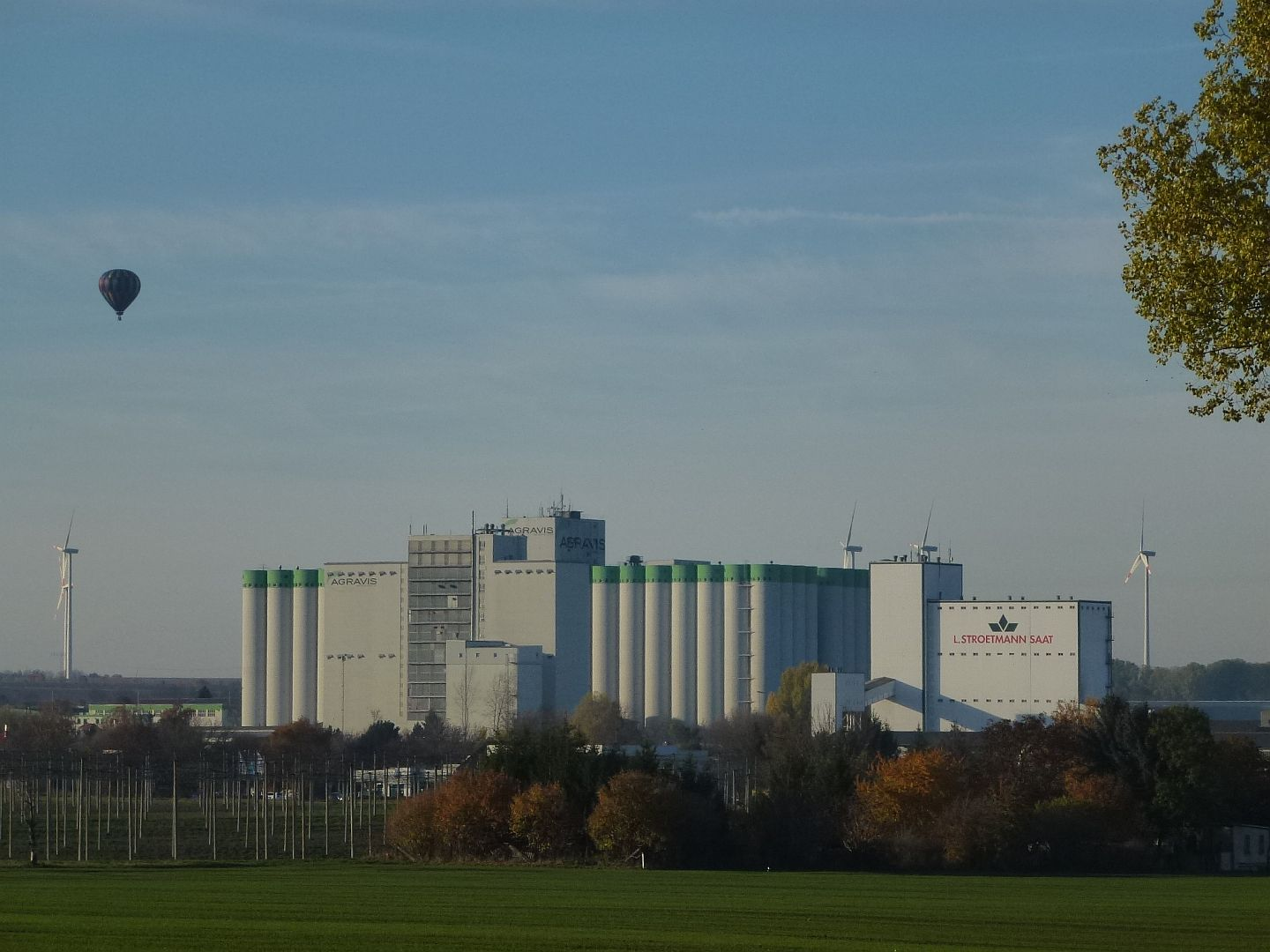
L. Stroetmann Saat in Querfurt

In der Firma L. Stroetmann Saat GmbH & Co. KG sind die Geschäftstätigkeiten des Bereichs Agrar gebündelt.
Der Geschäftsbereich gehört seit dem Gründungsjahr 1791 zu den Kernkompetenzen des Unternehmens. Heute bietet die Firma ihren Kunden in diesem Bereich eine große Bandbreite an Saatprodukten, von unterschiedlichen Getreidesorten bis hin zu Rasensorten aller Art. Dabei vertreibt sie sowohl Eigenmarken als auch diverse Handelsmarken. Der Bereich Agrar besitzt ein eigenes Netz von Exaktversuchen und Demonstrationsflächen sowie Vermehrungsflächen von über 15.000 Hektar. Insgesamt gehören sechs Produktions- und Aufbereitungsanlagen mit Laboren in Amelsbüren, Oer-Erkenschwick, Querfurt, Altenweddingen, Radibor OT Schwarzadler und Hagenow zum Unternehmen. Die fünf Verkaufsniederlassungen befinden sich in Hagenow, Amelsbüren, Querfurt, Radibor und Regensburg.

### Tiernahrung
Die Stroetmann Tiernahrung GmbH & Co. KG liefert Tiernahrung und zugehörige Bedarfsartikel. Darüber hinaus plant die Gesellschaft für ihre Einzelhandelskunden Regalmodule und auch komplette Tiernahrungsabteilungen. Kunden können auf IFS-zertifizierte Qualitätsmarken mit Mischungen für Ziervögel, Nager und Wildvögel sowie mit Futter für Hunde und Katzen setzen oder sich Private Labels entwickeln und liefern lassen.

### Immobilien
Die L. Stroetmann Grundbesitz GmbH & Co. KG entwickelt, projektiert und errichtet Handelsimmobilien für Kunden aus dem Lebensmittelbereich sowie für die eigene Unternehmensgruppe. Dabei betreut die Firma Objekte unterschiedlichster Größe (Einkaufszentren, E center, Edeka-Märkte) und tritt sowohl als Eigentümer als auch als Mieter auf.